# 飯山寺
飯山寺（いいざんじ）は岐阜県高山市千島町にある観世音菩薩を本尊とする真言宗の寺院。山号は東向山。江戸時代には飛騨七観音の筆頭として信仰されていた。
平治の乱で敗北した朝比奈三郎保重が霊松院という堂を建てたのが始まりと伝わる。歴応2年（1339年）に寺に改められた。文安2年（1445年）に中興するが、三木自綱により滅ぼされる。慶長9年（1604年）に真言宗の善行が再興した際に東向山飯山寺と改めた。万治3年（1660年）金森頼直により観音堂が再建された。江戸時代は高山近郊の観音菩薩巡礼である飛騨七観音の1番札所となり信仰された。明治維新で寺号を廃され、本尊も飛騨国分寺に移されたが現在ではもとに戻されている。2021年は無住となっている。